# Koskis gård

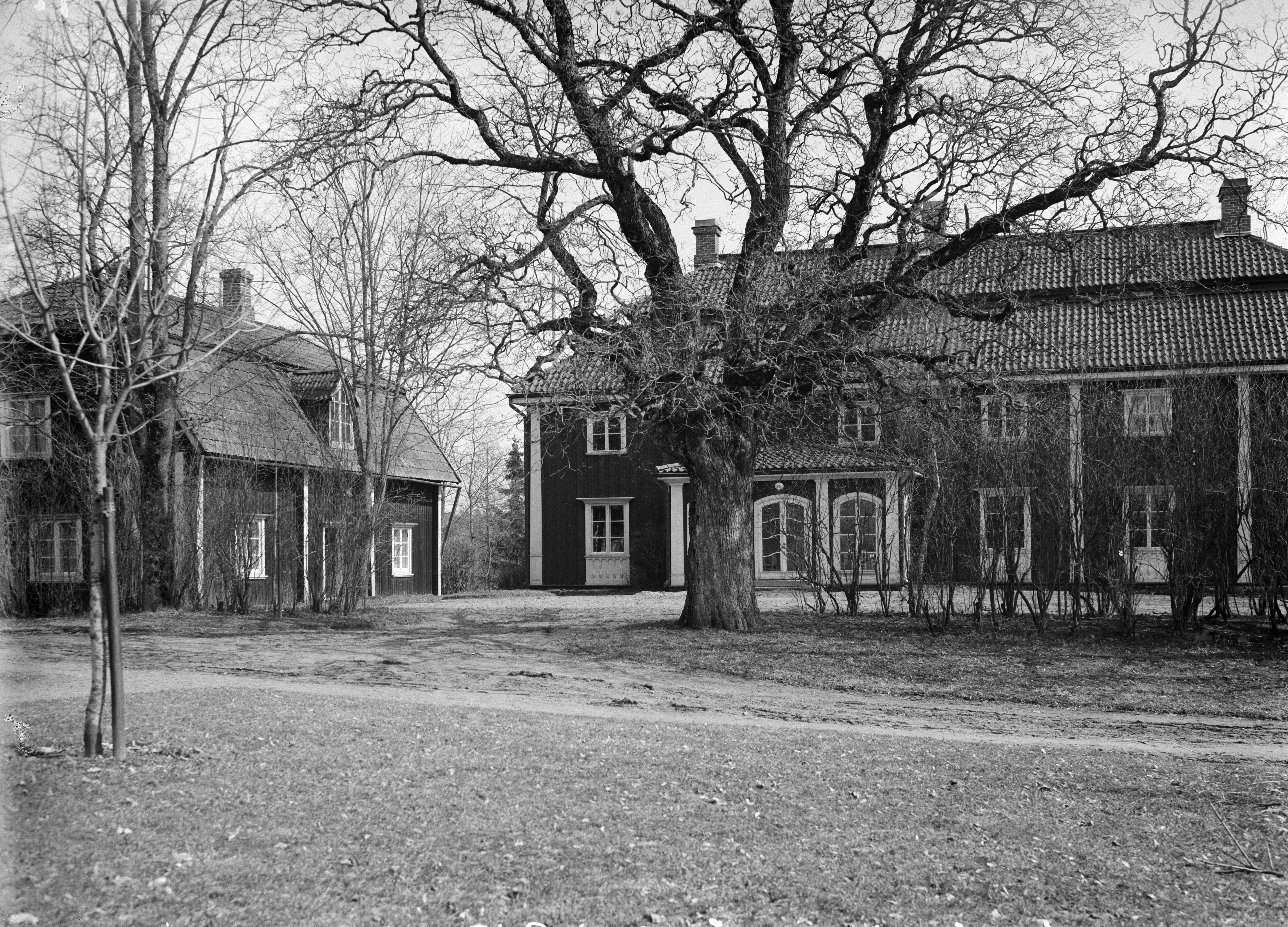
Koskis gård (1929).

Koskis gård är en egendom i Bjärnå i närheten av den numera nedlagda stationen med samma namn vid Kustbanan Åbo–Helsingfors. 
Den från Sverige bördige Daniel Faxell (adlad Cronmarck) anlade 1679 ett järnbruk. John Jakob Julin fick 1834 privilegier på ett nytt järnbruk, nedlagt 1890, och 1799–1848 fanns på Koskis ett kopparsmältverk. Godset har sedan 1822 gått i arv inom släkten von Julin. En av dess medlemmar, den på gården bosatte bergsingenjören Albert von Julin, transporterades under finska inbördeskriget 1918 av de röda till Åbo, där han tillsammans med tre olycksbröder den 22 februari mötte döden på Vårdberget.
Huvudbyggnaden är från 1731, moderniserad av Jarl Eklund 1925. Brukskyrka (flyttad från Antskog 1786) med klockstapel; kraftverk i Kisko å (invigt 1909, effekt 400 kW). Egendomen har i dag en totalareal på 1 200 hektar, varav omkring 140 hektar åker, och uppfödning av biffkor.